# Bratsberg, Trøndelag
Bratsberg är en tätort i Trondheims kommun, Trøndelag fylke, Norge.